# Partido Nacional de Corea
El Partido Nacional de Corea (en coreano: 한국국민당, Hanguk Gukmin Dang) fue un partido político en Corea del Sur.

## Historia
El partido fue fundado el 23 de enero de 1981, después de una reunión de 15 exdiputados del Partido Democrático Republicano y el grupo Yujonh-hoe, ocurrida el 18 de diciembre de 1980. Kim Chong-cheol fue elegido presidente del partido, y fue elegido candidato presidencial para las elecciones presidenciales de 1981; él quedó en tercer lugar entre los contendientes con el 1.6% de los votos.
En las elecciones legislativas de marzo del mismo año el partido recibió el 13.2% de los votos, ganando 25 escaños en la Asamblea Nacional de Corea del Sur y convirtiéndose en el tercer gran partido en el parlamento En las elecciones legislativos de 1985 el número de votos se redujo un 9.2% y obtuvo 20 escaños. Tras la revolución democrática de 1987 el partido perdió todos los escaños en las elecciones legislativas de 1988 recibió el 0.3% de los votos.